# Baby Universal
"Baby Universal" é uma canção do grupo Tin Machine, lançada como single do segundo álbum da banda em outubro de 1991. Bowie regravou esta faixa em 1996 para seu álbum Earthling, de 1997, mas a canção não foi lançada no álbum.

## Créditos
Produtores
- Tin Machine
- Tim Palmer

Músicos
- David Bowie – vocais, guitarra
- Reeves Gabrels – guitarra
- Hunt Sales – bateria, vocais
- Tony Sales – baixo, vocais
- Kevin Armstrong – guitarra